# Cabo Altamirano
Cabo Altamirano är en udde i Antarktis. Den ligger i Västantarktis. Argentina, Chile och Storbritannien gör anspråk på området.